# Bernardine de Neeve
Bernardine Roberta Maria de Neeve (Rotterdam, 2 juni 1915 – aldaar, 14 mei 1996) was een Nederlands illustrator en kunsthistoricus. Zij was onder meer werkzaam als conservator in Museum Boijmans Van Beuningen in Rotterdam. Zij was de eerste hoofdconservator voor kunstnijverheid.

## Biografie
De Neeve groeide op in een kunstzinnig milieu. Haar vader A.Ch. de Neeve, was chef-redacteur economie bij de Nieuwe Rotterdamsche Courant. Hij was de zoon van een altist en was zelf pianist en portrettekenaar. Haar moeder was Maria J.Th. Wirtz, dochter van pianist Carel Wirtz. Zij was zelf ook pianiste en muziekdocent. De Neeve volgde een middelbare schoolopleiding aan het R.K. Lyceum voor Meisjes.
De Neeve werd vervolgens opgeleid tot illustrator en tekenaar aan de Academie van Beeldende Kunsten en Technische Wetenschappen te Rotterdam. In Parijs haalde ze in 1937 het staatsdiploma tekenen, Dessin appliqué a la mode. Daarna ging zij vooral modeillustraties maken voor onder andere de NRC en de Wereldkroniek.
In 1939 werd zij als volontair aangenomen bij Museum Boijmans Van Beuningen. Ze ging daar de verzameling van  E. van Rijckevorsel beschrijven. Na het bombardement op Rotterdam in 1940 ging ze helpen met opgravingen naar archeologische vondsten voor musea.
In 1941 werd zij wetenschappelijk assistent in het Museum Boijmans Van Beuningen. Ze volgde in deze oorlogsperiode colleges kunstgeschiedenis van Willem Vogelsang in Utrecht.
In 1956 werd ze daar hoofd van de afdeling kunstnijverheid, waar ze zich in eerste instantie richtte op antieke en historische gebruiksvoorwerpen. Zij zette zich vanaf 1960 in voor meer aandacht voor het werk van eigentijdse kunstnijveraars en verzamelde eigentijdse kunstnijverheid voor het museum. Daarnaast bouwde ze ook persoonlijk een collectie op. Een deel van haar verzameling legateerde ze aan het museum. 
In 1965 was De Neeve als conservator betrokken bij de uit het Hessisches Landesmusum te Darmstadt overgenomen internationale tentoonstelling met werk van sieraadontwerpers. De tentoonstelling werd gecomplementeerd met werk van nationale bodem: Nederlandse sieraden van nu. Die tentoonstelling wordt wel gezien als de eerste tentoonstelling waarin sieraadontwerpen als zelfstandige kunstvorm wordt gepresenteerd.
De Neeve zat samen met Benno Premsela en Riet Neerincx in de ballotagecommissie van Sieraad ’67, een belangrijke tentoonstelling in Galerie Het Kapelhuis te Amersfoort (Nederland). Ook op andere wijzen heeft De Neeve haar expertise ingezet voor Galerie Het Kapelhuis.
In 1980 zat De Neeve in de jury voor de toekenning van de Françoise van den Bosch Prijs aan Paul Derrez en in 1982 aan Marion Herbst.
In 1990 riep de Vereniging van Vrienden van Modern Glas, waarvan zij een van de grondleggers was, de Bernardine de Neeve Prijs in het leven. Deze aanmoedigingsprijs wordt tot op de dag van vandaag jaarlijks uitgereikt aan jonge eigentijdse glaskunstenaars uit Nederland of België.
In 1995 was er een tentoonstelling tere ere van de tachtigste verjaardag van De Neeve in Museum Van der Togt in Amstelveen met werk van tachtig kunstenaars uit diverse disciplines van de toegepaste kunsten.

## Gecureerde tentoonstellingen (selectie)
- 1965 – Nederlandse sieraden van nu, Museum Boijmans Van Beuningen, Rotterdam (Nederland)

## Prijzen (selectie)
- 1983 – Onderscheiding Françoise van den Bosch (van de hand van Maria van Kesteren)

- Biografisch Portaal: 78775448
- Gemeinsame Normdatei: 1349846015
- International Standard Name Identifier: 0000 0003 9792 2396
- Nationale Bibliotheek van Tsjechië: jx20040922005
- Nederlandse Thesaurus van Auteursnamen: 067537944
- RKD-Nederlands Instituut voor Kunstgeschiedenis: 354322
- Système universitaire de documentation: 230803652
- Virtual International Authority File: 306154264